# Shengli (häradshuvudort i Kina, Ningxia Huizu Zizhiqu, lat 37,98, long 106,20)
Shengli (kinesiska: 胜利, 利通区) är en häradshuvudort i Kina. Den ligger i den autonoma regionen Ningxia, i den nordvästra delen av landet, omkring 54 kilometer söder om regionhuvudstaden Yinchuan. Antalet invånare är 379 346. Befolkningen består av 186 020 kvinnor och 193 326 män. Barn under 15 år utgör 21,0 %, vuxna 15-64 år 71 %, och äldre över 65 år 6,0 %.
Runt Shengli är det tätbefolkat, med 459 invånare per kvadratkilometer. Det finns inga andra samhällen i närheten. Trakten runt Shengli består till största delen av jordbruksmark.
Genomsnittlig årsnederbörd är 328 millimeter. Den regnigaste månaden är juli, med i genomsnitt 83 mm nederbörd, och den torraste är december, med 1 mm nederbörd.